# Adam Pounds
Adam Pounds, né le 25 novembre 1954 à Londres, est un compositeur, chef d'orchestre et chef de chœur britannique.

## Œuvres
Orchestre
- A Norfolk Seascape (flûte solo)
- Interludes from Syn
- The Martyrdom of Latimer
- Sinfonietta
- Gaelic Triptych
- Festival Overture[2]
- Northern Picture
- Life Cycle
- Symphonie no 1[2]
- Concerto pour violon
- Concertino pour flûte

Musique de chambre
- Clarinet Quintet
- Sextet
- Time (baryton, flûte, alto, piano, percussion)
- A Shakespeare Sonnet (piano)
- Blake's Drum (voix, flûte, alto, piano, percussion
- Sonate pour violon et piano
- Sonate pour violon et piano
- Sonatine pour flûte et piano
- Wind Quintet
- Quatuor à cordes no 1 (1978)
- Quatuor à cordes no 2 (2003)
- Quatuor à cordes no 3 (2005)
- Quatuor (violon, alto, violoncelle et piano)
- A Prelude to Bach (orgue)
- A Shakespeare Sonnet (flûte solo)

## Discographie
- London Cantata, Stapleford Choral Society, Academy of Great St. Mary’s et Adam Pounds, Cambridge Recordings[2]
- Entr’acte, interprété par Adam et Dinah Pounds, Cambridge Recordings
- Resurrection, Academy of Great St. Mary’s, Cambridge Recordings
  - O Mortal Man - Herbert Howells
  - Like as the Hart Desireth the Waterbrooks - Herbert Howells
  - Life Cycle - Adam Pounds
  - The Lord is my Shepherd - Lennox Berkeley
  - Martyrdom of Latimer - Adam Pounds[2]
  - Lo, the Full Final Sacrifice - Gerald Finzi
- Magnificat Christmas from Cambridge, Cambridge Recordings

Sa Symphonie no 2 a été créée le 28 septembre 2019 sous la direction du compositeur.